# 武田信成
武田 信成（たけだ のぶなり）は、南北朝時代から室町時代初期にかけての武将。甲斐源氏11代当主。武田氏8代当主。甲斐国守護・守護代。第10代当主・武田信武の嫡男（ただし、異説もある。後述）。第12代当主・武田信春、武田基信、武田武春、布施満春、栗原武続の父。安芸武田氏当主武田氏信の兄。

## 略歴
出生地は不明だが、父信武の動向から安芸国で生まれた可能性が考えられている。初見史料は「一蓮寺文書」の暦応2年（1339年）で、甲斐国巨摩郡一条郷（山梨県甲府市）を甲府一条小山の時宗道場である一蓮寺に寄進している。父の信武は安芸国守護で、建武政権から離反した足利尊氏の軍勢催促に応じ南北朝の争乱においては北朝方に属し安芸を中心に活動していた。信武は甲斐国守護を兼任して南朝方の活動していた甲斐への介入を行っており、信成は父に先んじて守護代として入国している。
信武は観応2年（1351年）には観応の擾乱に際して尊氏の関東下向に随行し、箱根・竹下の戦いでは甲斐で軍勢催促を行い参加している。合戦後には信成により甲斐国人と考えられている波多野清秀へ軍忠状が与えられている（『黄薇古簡集』）。観応3年（1352年）には等々力郷の万福寺（山梨県甲州市勝沼町等々力）に禁制を与えている（「万福寺文書」）。同年、上野国で蜂起した南朝方新田氏との武蔵野合戦においては信武率いる甲斐国人勢が参加しており、このときも信成による軍勢催促が行われたと考えられている。武蔵野合戦を契機に信成の発給文書が減少する一方で波多野清秀に対しての軍忠状など信成の子信春による発給文書が増加しており、守護代職を信春に譲っていると考えられている。
1359年に信武が死去し、武田本家の家督と甲斐守護職を継承していると考えられている（安芸国守護は弟の氏信が継承）。しかし、黒田基樹はこれまでの通説を否定して、父・信武と同じ官途である伊豆守を名乗って安芸守護職を継いだ氏信が嫡子で、安芸守護職を継げなかった信成は庶子であったとして、安芸武田氏が武田本家の家督を継承したとする説を唱えた。これに対して、西川広平は黒田説を批判して、信成の嫡男信春も信武が称した兵庫助や伊豆守を称しているから信成流が庶流とは断定できないとした（なお、信武晩年の官途名である陸奥守は大井信明が継いでおり、武田氏の菩提寺の管理に関与をしているため、彼も惣領もしくはその有資格者であったとみられる）。ただし、西川も薩埵山体制の成立以降、甲斐が鎌倉府の管轄下に入ったことで、室町幕府麾下の安芸武田家と鎌倉府麾下の甲斐武田家に武田氏惣領の家督が分立したとしている。そして、信成の甲斐守護在任を示す史料が存在しないことを指摘した上で、信武の死後に甲斐守護職を継承したのは武田家代々の官途を継げなかった息子の信成ではなく、尊氏の近習であった孫の信春であったとしている。つまり、黒田説も西川説も信成は武田家の家督を継いでいないとする立場に立っていることになる。
1370年には将軍足利義満の命を受け大蔵経寺（現在の山梨県笛吹市）の伽藍を改築し、康暦2年（1380年）には塩山に向嶽庵（後の向嶽寺、甲州市塩山上於曽）を構える抜隊得勝に寺領を寄進し、向嶽寺の開祖となっている。70歳で死去（『一蓮寺過去帳』による）。法名は継統院殿雪窓光喜公大禅定門。
山梨県笛吹市の清道院は信成（または15代当主信守）の館跡と伝わり、伝信成室の墓と、彼女が身投げしたとする伝承の伝わる井戸が存在する。